# Pokopališče Piran
Pokopališče Piran (italijansko Cimitero di Pirano) je edino mestno pokopališče v Občini Piran. Služi za pokope prebivalcev mest in naselij v Občini Piran: Piran, Portorož, Lucija, Strunjan, Parecag, Seča in delno Sečovlje.
Pokopališče se nahaja na Arzah, na vrhu piranskega polotoka, izven mestnega obzidja, kjer se na začetku Ulice IX. korpusa odcepi cesta proti Fiesi.

## Zgodovina
Piransko pokopališče na Arzah, iz leta 1812, ki je bilo urejeno po načrtih arhitekta Pietra Gregorettija, je bilo razširjeno leta 1862, ko je bila zgrajena vhodna veža, stanovanje za čuvaja in leta 1863 neogotska kapela po načrtih arhitekta Giuseppeja Mose. Leta 1936 so zaradi pomanjkanja grobnih mest zgradili kostnico. Na zgodovinskem delu pokopališča, obdanega s kamnitim zidom, so med cipresami grobnice starih piranskih družin, grobovi pomorščakov in tudi vojaški grobovi.

## Širitve pokopališča in modernizacije
Z rastjo naselij v Občini Piran je število prebivalcev začelo iz leta v leto naraščati. Na pokopališču je začelo primanjkovati prostora za pokope, zato je bilo tekom desetletij večkrat prenovljeno in povečano. V šestdesetih letih 20. stoletja so nove prostore za pokope pridobili z razširitvijo otroškega dela pokopališča. Leta 1965 so v vstopni veži, kjer je bilo dotlej stanovanje in delavnica čuvaja pokopališča, uredili dve mrliški veži in preuredili prostor za pokojnike (mrtvašnico). Postopoma so sledile nove razširitve, in sicer v sedemdesetih, osemdesetih in devetdesetih letih minulega stoletja. 
Med posebnostmi pokopališča velja omeniti skupno betonsko grobnico, zgrajeno leta 1995, po vzorcu tržaške. Razširitev pokopališča je ponovno sledila v letih 2006 in 2010. Zadnja razširitev in s tem pridobitev 104 novih pokopnih mest, je bila opravljena leta 2010. Leta 2012, ob dvestoti obletnici pokopališča in stopetdesetletnici izgradnje vhodne veže, je bila prenovljena mrliška vežica. Ob tem je bil urejen tudi prostor za pogrebce in obiskovalce pokopališča. Sedaj ima pokopališče več sto pokopnih mest, več sto žarnih niš in tržaško grobnico z več kot dvestotimi mesti za pokop. Skupno ima celotno pokopališče (stari in novi del) 3595 pokopnih prostorov.

## Vpis med evropsko pomembna pokopališča
Združenje ASCE (Association of Significant Cemeteries in Europe), ki sedaj povezuje več kot 130 pokopališč iz 167 mest in 28-ih držav, je največja organizacija v Evropi, ki si prizadeva ohranjati pokopališča kot pomemben del kulturne, zgodovinske in umetnostne dediščine. Simbolno potrdilo o članstvu in vpisu pokopališča Piran na seznam pomembnih pokopališč v Evropi, je bilo Okolju Piran predano v Tartinijevi hiši v Piranu, uradna slovesnost in podelitev pa bo v septembru 2025, v Dresdnu.

## Pomembni ljudje
- Antonio Sema - italijanski učitelj, komunist in antifašist
- František Čap - filmski režiser, scenarist in montažer češkega rodu
- Enrico Fonda - italijanski slikar
- Herman Pečarič - slovenski slikar
- Zdravko Slamnik (Pavle Zidar) - slovenski pisatelj in pesnik
- Viktor Birsa - slovenski slikar
- Diego de Castro - italijanski zgodovinar in pisatelj
- Janez Lenassi - slovenski kipar
- Zvest Apollonio - slovenski slikar
- Rita Pierobon - italijanska operna pevka
- Dušan Velkavrh - slovenski tekstopisec popevk

## Dostop
Javno podjetje Okolje Piran izvaja prevoze na liniji Fornače - Pokopališče Piran.
| relacija                    | zimski obratovalni čas 1. september - 30. junij | poletni obratovalni čas 1. julij - 31. avgust |
| --------------------------- | ----------------------------------------------- | --------------------------------------------- |
| Fornače – Pokopališče Piran | V 9.16 - 9.25 & 11.01 - 11.10                   | V 9.16 - 9.25 & 11.01 - 11.10                 |

Legenda:
- V - vozi vsak dan

### Parkiranje
Za invalide je urejenih nekaj parkirnih mest pri vhodu na pokopališče in na parkirišču.
Obiskovalcem je namenjeno parkirišče pri upravni stavbi komunalnega podjetja (JP Okolje Piran) ali za manjša vozila parkiranje v parkirni hiši Arze, pod to stavbo (oboje plačljivo).